# 임성수
임성수(林性洙, 1992년 10월 1일 ~ )는 KBO 리그 한화 이글스의 투수이다.

## 출신 학교
- 부산대남초등학교
- 부산중학교(부산)
- 야나기가우라고등학교(일본)